# حنشيات
الحنشيات (الاسم العلمي: Colubridae) أو كما تعرف باسم المعطشات، وهي فصيلة من فصائل الثعابين، تتضمن 524 جنس من أجناس الثعابين تندرج ضمنها ما يقارب 1760 نوع من الثعابين. تعتبر هذه الفصيلة أكبر فصائل الثعابين عددًا، حيث تحوي ما يقارب 51% من أنواع الثعابين الحية. الانواع القديمة منها تعود إلى الفترة الزمنية الضُحَوِيّة أو الأوليغوسين. أما عن موطن هذه الثعابين فهي تستوطن كافة قارات العالم عدا القارة القطبية الجنوبية.
تتبع فئة الزواحف، رتبة الحرشفيات، طائفة العظايا الحرشفية.